# Avenue de la Porte-de-Saint-Ouen
L'avenue de la Porte-de-Saint-Ouen est une voie des 17e et 18e arrondissements de Paris, en France.

## Situation et accès
L'avenue de la Porte-de-Saint-Ouen est une voie publique située dans les 17e et 18e arrondissements de Paris. Elle débute 2, boulevard Bessières et boulevard Ney et se termine rue Toulouse-Lautrec et rue du Docteur-Babinski. Elle se prolonge par l'avenue Gabriel-Péri à Saint-Ouen-sur-Seine.

## Origine du nom
Elle porte ce nom car elle est située en partie sur l'emplacement de l'ancienne porte de Saint-Ouen de l'enceinte de Thiers à laquelle elle mène.

## Historique
Le 8 mars 1918, durant la première Guerre mondiale, le no 167 avenue des Batignolles est touché lors d'un raid effectué par des avions allemands.
Cette avenue a été ouverte, en 1928, pour : 
- la partie comprise entre les boulevards Bessières et Ney et la rue Henri-Huchard sur l'emplacement des bastions nos 39 et 40 de l'enceinte de Thiers ;
- la partie se terminant rues Toulouse-Lautrec et du Docteur-Babinski, annexée à Paris par décret du 27 juillet 1930, était située autrefois sur le territoire de la commune de Saint-Ouen sous le nom d'« avenue des Batignolles ».